# لو دارفاس
لو دارفاس (بالإنجليزية: Lou Darvas)‏ هو رسام كارتون أمريكي، ولد في 30 يوليو 1913، وتوفي في 1987.